# 9563 Kitty
A 9563 Kitty (ideiglenes jelöléssel 1987 SJ1) a Naprendszer kisbolygóövében található aszteroida. Edward L. G. Bowell fedezte fel 1987. szeptember 21-én.